# Nagari Sianok Anam Suku
Nagari Sianok Anam Suku is een bestuurslaag in het regentschap Agam van de provincie West-Sumatra, Indonesië. Nagari Sianok Anam Suku telt 2581 inwoners (volkstelling 2010).